# Cúp quốc gia Scotland 1954–55
 Cúp quốc gia Scotland 1954–55 là mùa giải thứ 70 của giải đấu bóng đá loại trực tiếp uy tín nhất Scotland. Chức vô địch thuộc về Clyde khi đánh bại Celtic trong trận đá lại Chung kết. Đây là chức vô địch thứ hai của Clyde, trong khi Celtic thất bại trận Chung kết sau khi vô địch cả năm trận Chung kết Cúp quốc gia Scotland họ đã tham gia trước đó.

## Vòng Một
| Đội nhà                 | Tỉ số | Đội khách            |
| ----------------------- | ----- | -------------------- |
| Aberdeen University     | 3 – 3 | Girvan Amateurs      |
| Babcock & Wilcox        | 3 – 1 | Shawfield Amateurs   |
| Burntisland Shipyard    | 1 – 7 | Forres Mechanics     |
| Chirnside United        | 1 – 4 | Peterhead            |
| Civil Service Strollers | 2 – 3 | Vale of Leithen      |
| Deveronvale             | 0 – 4 | Inverness Thistle    |
| Eyemouth United         | 2 – 3 | Buckie Thistle       |
| Fraserburgh             | 9 – 0 | Edinburgh University |
| Gala Fairydean          | 5 – 3 | Keith                |
| Glasgow University      | 1 – 5 | Huntly               |
| Inverness Caledonian    | 7 – 3 | Rothes               |
| Lossiemouth             | 6 – 0 | Murrayfield Amateurs |
| Newton Stewart          | 3 – 5 | Elgin City           |
| Ross County             | 2 – 2 | Peebles Rovers       |
| St Cuthbert Wanderers   | 5 – 1 | Vale of Atholl       |
| Tarff Rovers            | 1 – 1 | Duns                 |
| Wick Academy            | 2 – 4 | Coldstream           |

### Đá lại
| Đội nhà         | Tỉ số | Đội khách           |
| --------------- | ----- | ------------------- |
| Duns            | 3 – 0 | Tarff Rovers        |
| Girvan Amateurs | 2 – 0 | Aberdeen University |
| Peebles Rovers  | 5 – 1 | Ross County         |

## Vòng Hai
| Đội nhà               | Tỉ số | Đội khách          |
| --------------------- | ----- | ------------------ |
| Brora Rangers         | 2 – 0 | Coldstream         |
| Duns                  | 1 – 8 | Buckie Thistle     |
| Elgin City            | 1 – 1 | Clachnacuddin      |
| Forres Mechanics      | 5 – 1 | Huntly             |
| Inverness Caledonian  | 5 – 0 | Wigtown & Bladnoch |
| Inverness Thistle     | 7 – 1 | Selkirk            |
| Lossiemouth           | 1 – 0 | Gala Fairydean     |
| Peebles Rovers        | 4 – 3 | Girvan Amateurs    |
| Peterhead             | 7 – 0 | Babcock & Wilcox   |
| St Cuthbert Wanderers | 4 – 2 | Whithorn           |
| Vale of Leithen       | 0 – 4 | Fraserburgh        |

### Đá lại
| Đội nhà       | Tỉ số | Đội khách  |
| ------------- | ----- | ---------- |
| Clachnacuddin | 7 – 1 | Elgin City |

## Vòng Ba
| Đội nhà           | Tỉ số | Đội khách             |
| ----------------- | ----- | --------------------- |
| Berwick Rangers   | 3 – 3 | Clachnacuddin         |
| Brora Rangers     | 3 – 3 | Inverness Caledonian  |
| Fraserburgh       | 4 – 2 | East Stirlingshire    |
| Inverness Thistle | 2 – 1 | Stranraer             |
| Lossiemouth       | 2 – 2 | Forres Mechanics      |
| Montrose          | 3 – 1 | Dumbarton             |
| Peebles Rovers    | 5 – 2 | St Cuthbert Wanderers |
| Peterhead         | 0 – 4 | Buckie Thistle        |

### Đá lại
| Đội nhà              | Tỉ số | Đội khách       |
| -------------------- | ----- | --------------- |
| Clachnacuddin        | 2 – 1 | Berwick Rangers |
| Forres Mechanics     | 5 – 3 | Lossiemouth     |
| Inverness Caledonian | 8 – 2 | Brora Rangers   |

## Vòng Bốn
| Đội nhà        | Tỉ số | Đội khách            |
| -------------- | ----- | -------------------- |
| Alloa Athletic | 4 – 2 | Fraserburgh          |
| Arbroath       | 2 – 0 | Brechin City         |
| Buckie Thistle | 1 – 1 | Queen’s Park         |
| Clachnacuddin  | 1 – 2 | Inverness Thistle    |
| Cowdenbeath    | 2 – 2 | Ayr United           |
| Dundee United  | 1 – 3 | Forfar Athletic      |
| Montrose       | 1 – 3 | Inverness Caledonian |
| Peebles Rovers | 0 – 2 | Forres Mechanics     |

### Đá lại
| Đội nhà      | Tỉ số | Đội khách      |
| ------------ | ----- | -------------- |
| Ayr United   | 3 – 3 | Cowdenbeath    |
| Queen’s Park | 1 – 2 | Buckie Thistle |

#### Đá lại lần 2
| Đội nhà    | Tỉ số | Đội khách   |
| ---------- | ----- | ----------- |
| Ayr United | 3 – 1 | Cowdenbeath |

## Vòng Năm
| Đội nhà              | Tỉ số | Đội khách          |
| -------------------- | ----- | ------------------ |
| Airdrieonians        | 4 – 3 | Forfar Athletic    |
| Alloa Athletic       | 2 – 4 | Celtic             |
| Arbroath             | 0 – 4 | St Johnstone       |
| Buckie Thistle       | 2 – 0 | Inverness Thistle  |
| Clyde                | 3 – 0 | Albion Rovers      |
| Dunfermline Athletic | 4 – 2 | Partick Thistle    |
| East Fife            | 1 – 2 | Kilmarnock         |
| Falkirk              | 4 – 0 | Stenhousemuir      |
| Forres Mechanics     | 3 – 4 | Motherwell         |
| Hamilton Academical  | 2 – 1 | St Mirren          |
| Hearts               | 5 – 0 | Hibernian          |
| Inverness Caledonian | 1 – 1 | Ayr United         |
| Greenock Morton      | 1 – 3 | Raith Rovers       |
| Rangers              | 0 – 0 | Dundee             |
| Stirling Albion      | 0 – 6 | Aberdeen           |
| Third Lanark         | 2 – 1 | Queen of the South |

### Đá lại
| Đội nhà    | Tỉ số | Đội khách            |
| ---------- | ----- | -------------------- |
| Ayr United | 2 – 4 | Inverness Caledonian |
| Dundee     | 0 – 1 | Rangers              |

## Vòng Sáu
| Đội nhà              | Tỉ số | Đội khách            |
| -------------------- | ----- | -------------------- |
| Aberdeen             | 2 – 1 | Rangers              |
| Airdrieonians        | 7 – 0 | Dunfermline Athletic |
| Buckie Thistle       | 0 – 6 | Hearts               |
| Clyde                | 3 – 1 | Raith Rovers         |
| Inverness Caledonian | 0 – 7 | Falkirk              |
| Kilmarnock           | 1 – 1 | Celtic               |
| St Johnstone         | 0 – 1 | Hamilton Academical  |
| Third Lanark         | 1 – 3 | Motherwell           |

### Đá lại
| Đội nhà | Tỉ số | Đội khách  |
| ------- | ----- | ---------- |
| Celtic  | 1 – 0 | Kilmarnock |

## Tứ kết
| Đội nhà       | Tỉ số | Đội khách           |
| ------------- | ----- | ------------------- |
| Airdrieonians | 4 – 1 | Motherwell          |
| Celtic        | 2 – 1 | Hamilton Academical |
| Clyde         | 5 – 0 | Falkirk             |
| Hearts        | 1 – 1 | Aberdeen            |

### Đá lại
| Đội nhà  | Tỉ số | Đội khách |
| -------- | ----- | --------- |
| Aberdeen | 2 – 0 | Hearts    |

## Bán kết
| Celtic | v | Airdrieonians |
| ------ | - | ------------- |
|        |   |               |

| Clyde             | v | Aberdeen              |
| ----------------- | - | --------------------- |
| Tommy Ring 9' 89' |   | Paddy Buckley 37' 40' |

### Đá lại
| Celtic | v | Airdrieonians |
| ------ | - | ------------- |
|        |   |               |

| Clyde                | v | Aberdeen |
| -------------------- | - | -------- |
| Archie Robertson 28' |   |          |

## Chung kết
| Clyde            | v               | Celtic |
| ---------------- | --------------- | ------ |
| Archie Robertson | Report (Page 4) | Walsh  |

Đội bóng
| CLYDE:                 |                  |
|                        |                  |
| GK                     | Ken Hewkins      |
| RB                     | Albert Murphy    |
| LB                     | Harry Haddock    |
| RH                     | Ralph Granville  |
| CH                     | Tommy Anderson   |
| LH                     | Davie Laing      |
| RW                     | John Divers      |
| IR                     | Archie Robertson |
| CF                     | Ally Hill        |
| IL                     | George Brown     |
| LW                     | Tommy Ring       |
| ’‘‘Huấn luyện viên:’’’ |                  |
| Paddy Travers          |                  |

| CELTIC:                |                |
|                        |                |
| GK                     | John Bonnar    |
| RB                     | Mike Haughney  |
| LB                     | Frank Meechan  |
| RH                     | Bobby Evans    |
| CH                     | Jock Stein     |
| LH                     | Bertie Peacock |
| RW                     | Bobby Collins  |
| IR                     | Willie Fernie  |
| CF                     | John McPhail   |
| IL                     | Jimmy Walsh    |
| LW                     | Charlie Tully  |
| ’‘‘Huấn luyện viên:’’’ |                |
| Jimmy McGrory          |                |

### Đá lại
| Clyde      | v               | Celtic |
| ---------- | --------------- | ------ |
| Tommy Ring | Report (Page 4) |        |

Đội bóng
| CLYDE:                 |                  |
|                        |                  |
| GK                     | Ken Hewkins      |
| RB                     | Albert Murphy    |
| LB                     | Harry Haddock    |
| RH                     | Ralph Granville  |
| CH                     | Tommy Anderson   |
| LH                     | Davie Laing      |
| RW                     | John Divers      |
| IR                     | Archie Robertson |
| CF                     | Ally Hill        |
| IL                     | George Brown     |
| LW                     | Tommy Ring       |
| ’‘‘Huấn luyện viên:’’’ |                  |
| Paddy Travers          |                  |

| CELTIC:                |                |
|                        |                |
| GK                     | John Bonnar    |
| RB                     | Mike Haughney  |
| LB                     | Frank Meechan  |
| RH                     | Bobby Evans    |
| CH                     | Jock Stein     |
| LH                     | Bertie Peacock |
| RW                     | Jimmy Walsh    |
| IR                     | Willie Fernie  |
| CF                     | Sean Fallon    |
| IL                     | John McPhail   |
| LW                     | Charlie Tully  |
| ’‘‘Huấn luyện viên:’’’ |                |
| Jimmy McGrory          |                |